# حزب فدرالیست

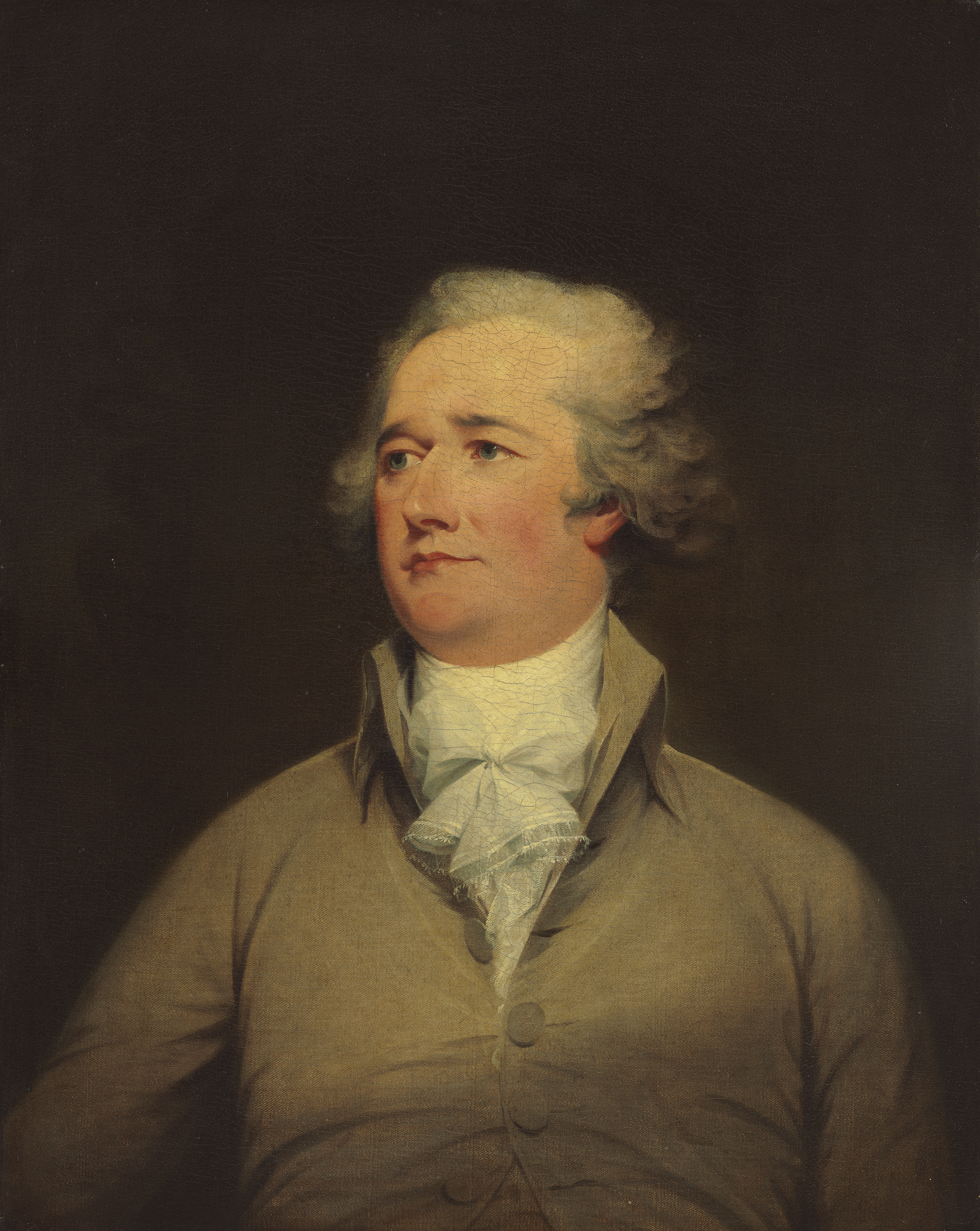
تصویر الکساندر همیلتون. کشیده شده توسط جان ترامبول در سال۱۷۹۲.

حزب فدرالیست (یا حزب فدرال) یک حزب سیاسی آمریکا از ۱۷۹۲ تا سال ۱۸۱۶ بود. فدرالیست‌های دولت فدرال تا ۱۸۰۱ صاحب قدرت بودند. این حزب اولین حزب ایالات متحده آمریکا بود.

## تاریخچه
این حزب به‌وسیلهٔ الکساندر همیلتون، در طول دورهٔ اول ریاست‌جمهوری جورج واشینگتن ساخته شده‌است. این حزب با حزب دموکرات-جمهوری‌خواه مخالف بود.
در بین رئیس‌جمهوران ایالات متحده، تنها رئیس‌جمهور از این حزب جان آدامز (دومین رئیس‌جمهور آمریکا) بود. اگرچه جورج واشینگتن (اولین رئیس‌جمهور آمریکا) به‌طور گسترده نسبت به برنامهٔ حزب فدرالیست متعهد بود، اما او در طول ریاست‌جمهوریش خود را مستقل باقی نگه‌داشت. این حزب مخالف جنگ ۱۸۱۲ بود و پس از جنگ، نفوذش کاهش یافت. این حزب، خواستار تشکیل دولتی قوی ازنظر مالی و ملی‌گرا بود.

## عملکرد
با شروع دولت جدید بر اساس قانون اساسی، جورج واشینگتن رئیس‌جمهور وقت، الکساندر همیلتون را به عنوان وزیر خزانه داری منصوب کرد. همیلتون می‌خواست یک دولت ملی با اعتبار مالی قوی ایجاد کند. همیلتون با سال ۱۷۹۰ شروع به ساخت یک ائتلاف در سراسر کشور کرد. این ائتلاف شامل عوامل خزانه داری، بازرگانان و بانکداران بود.